# Zweite Judo Bundesliga
Die Zweite Judo Bundesliga (bis 2000 Staatsliga B, bis 2008 Nationalliga) ist die zweithöchste Wettkampfklasse für Judo-Mannschaften in Österreich. Sie wird vom Österreichischen Judoverband ausgerichtet und ging aus der Teilung Staatsliga 1974 hervor.
Der Sieger der Zweite Judo Bundesliga erhält den Titel Meister der Zweiten Judo Bundesliga 20xx.

## Struktur
Bei der Zweiten Judo Bundesliga ergeben sich der Meistertitel und die Platzierungen aus der Tabellenreihung nach dem Grunddurchgang.
Die Liga wird nach dem Meisterschaftssystem ausgetragen. Das bedeutet, dass jede Mannschaft gegen jede andere Mannschaft der Liga einmal pro Saison antritt. Die siegreiche Mannschaft erhält zwei Punkte für die Tabelle. Bei einem Unentschieden gibt es eine Punkteteilung und jeder der beiden Vereine erhält einen Punkt für die Tabelle. 
Die Bundesliga-Saison 2020 wurde wegen der COVID-19-Pandemie nicht abgehalten.
Im Jahr 2021 wurde der Grunddurchgang als Turnier im Herbst in Leonding durchgeführt.
Im Jahr 2022 wurde der Grunddurchgang in zwei Runden ausgetragen.
Ab der Saison 2023 wurde die Liga erstmals seit 2019 wieder auf das System von 2019 umgestellt.
| JU Pinzgau |

| Borch. Comb. Center |

| UJC Dornbirn |

| JZ Linz |

| JC Wimpassing |

## Kampfmodus
Bis Dezember 1976 waren die fünf bestehenden Gewichtsklassen (bis 63 kg, bis 70 kg, bis 80 kg, bis 93 kg und über 93 kg) doppelt besetzt. Ab dem 1. Jänner 1977 galten im Judo die von der IJF neu festgelegten Gewichtsklassen: bis 60 kg, bis 65 kg, bis 71 kg, bis 78 kg, bis 86 kg, bis 95 kg und über 95 kg. Diese Regelungen wurden von den nationalen Verbänden übernommen und führten zu einer Anpassung des Staatsligabewerbs, der auf Mannschaften mit sieben Kämpfern umgestellt wurde – jeweils einer pro Gewichtsklasse.
Eine Ligabegegnung setzt sich aus zwei Durchgängen zusammen. Jeder Durchgang besteht aus sieben Kämpfen in den Gewichtsklassen +55–60 kg, +60–66 kg, +66–73 kg, +73–81 kg, +81–90 kg, +90–100 kg, +100 kg. Es gibt eine Gewichtstoleranz von einem Kilogramm.

## Sieger
| Saison | Name          | 1.                              | 2.                       | 3.                              | Mr Bundesliga *      | Quelle     |
| ------ | ------------- | ------------------------------- | ------------------------ | ------------------------------- | -------------------- | ---------- |
| 2025   | 2. Bundesliga |                                 |                          |                                 |                      | [ 8 ]      |
| 2024   | 2. Bundesliga | JU Burgkirchen/Schwand          | JU Pinzgau               | ASKÖ Reichraming                | Kronberger Christoph | [ 10 ]     |
| 2023   | 2. Bundesliga | Union Kirchham                  | JU Graz                  | ASKÖ Reichraming                | Maximilian Hageneder | [ 13 ]     |
| 2022   | 2. Bundesliga | PSV Salzburg                    | JU Burgkirchen/Schwand   | JC Vienna Samurai               | Andreas Tiefgraber   | [ 15 ]     |
| 2021   | 2. Bundesliga | JC Wimpassing                   | JU Burgkirchen/Schwand   | JC Vienna Samurai               |                      | [ 16 ]     |
| 2020   | 2. Bundesliga | abgesagt *                      | abgesagt *               | abgesagt *                      | abgesagt *           | abgesagt * |
| 2019   | 2. Bundesliga | WAT Stadlau                     | Union Kirchham           | Union Graz                      | Florian Lindner      | [ 19 ]     |
| 2018   | 2. Bundesliga | ESV Sanjindo                    | UJZ Mühlviertel 2        | Union Kirchham                  | Wicker Herbert       | [ 21 ]     |
| 2017   | 2. Bundesliga | UJZ Mühlviertel 2               | ASKÖ Reichraming         | Union Kirchham                  | Beiskammer Rupert    | [ 23 ]     |
| 2016   | 2. Bundesliga | JU Dynamic One                  | ASKÖ Reichraming         | Sanjindo Tigers                 | Florian Doppelhammer | [ 25 ]     |
| 2015   | 2. Bundesliga | UJZ Mühlviertel 2               | Swarovski Judo Wattens   | JT SHIAI-DO Union Thermenregion | Florian Doppelhammer | [ 27 ]     |
| 2014   | 2. Bundesliga | JC Wimpassing                   | Sanjindo Tigers          | Union Kirchham                  |                      | [ 28 ]     |
| 2013   | 2. Bundesliga | JT SHIAI-DO Union Thermenregion | UJZ Mühlviertel 2        | JC Wimpassing                   | Stefan Moser         |            |
| 2012   | 2. Bundesliga | UJZ Mühlviertel 2               | LZ Wels                  | JT SHIAI-DO Union Thermenregion |                      |            |
| 2011   | 2. Bundesliga | Bulldogs Vöcklabruck            | UJZ Mühlviertel 2        | JU Flachgau 2                   |                      |            |
| 2010   | 2. Bundesliga | JU Flachgau 2                   | ASV ÖGJ Salzburg         | UJZ Mühlviertel 2               |                      |            |
| 2009   | 2. Bundesliga | SU Leibnitz                     | ULZ Hohenems             | JU Flachgau 2                   |                      |            |
| 2008   | Nationalliga  | ASV ÖGJ Salzburg                | Katsumi Vöcklabruck      | Sandokan Galaxy                 |                      |            |
| 2008   | Nationalliga  | ASV ÖGJ Salzburg                | Katsumi Vöcklabruck      | Raika Flachgau 2                |                      |            |
| 2007   | Nationalliga  | Raika Flachgau 2                | Union Leibnitz           | ULZ Hohenems (LZ Vbg)           |                      |            |
| 2006   | Nationalliga  | LZ Vorarlberg                   | Union Leibnitz           | Samurai Wien                    |                      |            |
| 2005   | Nationalliga  | ASV ÖGJ Salzburg                | Union Leibnitz           | LZ Wels                         |                      |            |
| 2004   | Nationalliga  | ASV ÖGJ Salzburg                | Samurai Vienna           | LZ Wels                         |                      |            |
| 2003   | Nationalliga  | Rapso Strassham                 | LZ Wels                  | Samurai Vienna                  |                      |            |
| 2002   | Nationalliga  | LZ Vorarlberg                   | LZ Wels                  | Rapso Strassham                 |                      |            |
| 2001   | Nationalliga  | JZ Innsbruck                    | UJZ Mühlviertel          | Union Leibnitz                  |                      | [ 30 ]     |
| 2001   | Nationalliga  | JZ Innsbruck                    | UJZ Mühlviertel          | JSZ Attnang                     |                      | [ 30 ]     |
| 2000   | Staatsliga B  | JC Wimpassing                   | JZ Innsbruck             | Union Leibnitz                  |                      | [ 31 ]     |
| 1999   | Staatsliga B  | ASK Salzburg                    | Union Leibnitz           | JZ Innsbruck                    |                      | [ 32 ]     |
| 1998   | Staatsliga B  | SV Strasswalchen                | Colop Samurai            | JZ Innsbruck                    |                      |            |
| 1997   | Staatsliga B  | JC Wimpassing                   | LZ Multikraft Wels       | JZ Innsbruck                    |                      |            |
| 1996   | Staatsliga B  | ASV ÖGJ Salzburg                | JC Wimpassing            | JC Klosterneuburg               |                      |            |
| 1995   | Staatsliga B  | Raika Pinzgau                   | JC Wimpassing            | ASK Salzburg                    |                      |            |
| 1994   | Staatsliga B  | JSZ Attnang                     | Sanjindo Bischofshofen   | ASV ÖGJ Salzburg                |                      |            |
| 1993   | Staatsliga B  | WAT Leopoldstadt                | Sanjindo Bischofshofen 2 | ASV ÖGJ Salzburg                |                      |            |
| 1992   | Staatsliga B  | SV Strasswalchen                | WAT Leopoldstadt         | USK Rauris Taxenbach            |                      |            |
| 1991   | Staatsliga B  | WKG ASVÖ Salzburg               | Sanjindo Bischofshofen   | USK Rauris-Taxenbach            |                      |            |
| 1990   | Staatsliga B  | SV Gallneukirchen               | VÖEST Linz               | WKG ASVÖ Salzburg               |                      |            |
| 1989   | Staatsliga B  | JSV Attnang                     | UJZ Mühlviertel 2        | SV Gallneukirchen               |                      |            |
| 1988   | Staatsliga B  | LZ Wels-Wallern                 | UJZ Mühlviertel 2        | WAT Leopoldstadt                |                      |            |
| 1987   | Staatsliga B  | Sanjindo Bischofshofen          | LZ Wels-Wallern          | ASK Salzburg                    |                      |            |
| 1986   | Staatsliga B  | UJZ Mühlviertel 2               | ASK Salzburg             | SV Gallneukirchen               |                      |            |
| 1985   | Staatsliga B  | Sanjindo Bischofshofen          | SV Gallneukirchen        | ASK Salzburg                    |                      |            |
| 1984   | Staatsliga B  | ASKÖ Reichraming                | SV Wallern               | ASKÖ Wels                       |                      |            |
| 1983   | Staatsliga B  | SV Strasswalchen                | ASKÖ Wels                | SV Wallern                      |                      |            |
| 1982   | Staatsliga B  | UJZ Mühlviertel 2               | ASKÖ Graz                | ASKÖ Wels                       |                      |            |
| 1981   | Staatsliga B  | Union Kirchham                  | SV Strasswalchen         | Sanjindo Bischofshofen          |                      |            |
| 1980   | Staatsliga B  | JV Wallern                      | Sanjindo Bischofshofen   | UJZ Mühlviertel 2               |                      |            |
| 1979   | Staatsliga B  | JC VB Kufstein                  | ZW Braunau               | PSV Salzburg 2                  |                      |            |
| 1978   | Staatsliga B  | UJZ Mühlviertel                 | PSV Salzburg 2           | JK Gaspoltshofen                |                      |            |
| 1977   | Staatsliga B  | Union Kirchham                  | PSV Salzburg 2           | Union Neufelden                 |                      | [ 33 ]     |
| 1976   | Staatsliga B  | SV Strasswalchen                | ASKÖ Reichraming         | JK Gaspoltshofen                |                      | [ 34 ]     |
| 1975   | Staatsliga B  | ZW Braunau                      | ASKÖ Reichraming         | SV Strasswalchen                |                      | [ 35 ]     |
| 1974   | Staatsliga B  | ASKÖ Graz                       | ZW Braunau               | SV Strasswalchen                |                      | [ 36 ]     |